# Tagilde e Vizela (São Paio)
Tagilde e Vizela (São Paio) (llamada oficialmente União das Freguesias de Tagilde e Vizela (São Paio)) es una freguesia portuguesa del municipio de Vizela, distrito de Braga.

## Historia
Fue creada el 28 de enero de 2013 en aplicación de una resolución de la Asamblea de la República de Portugal promulgada el 16 de enero de 2013 con la unión de las freguesias de São Paio de Vizela y Tagilde, pasando su sede a estar situada en la antigua freguesia de Tagilde.

## Demografía
| Gráfica de evolución demográfica de Tagilde e Vizela (São Paio) entre 2011 y 2021 |
|                                                                                   |
| Datos según el nomenclátor publicado por el INE portugués.                        |